# Con il passare del tempo
Con il passare del tempo è il terzo album (LP) del cantautore italiano Umberto Bindi, datato 1972 e arrangiato da Bill Conti.

## Tracce
1. Io e la musica
2. Via Cavour in quel caffè
3. Il mio mondo
4. Scusa
5. Per un piccolo eroe
6. Un uomo solo
7. Due come noi
8. Invece no
9. Con il passar del tempo
10. Il nostro concerto